# José Simões
Pour les articles homonymes, voir Simões (homonymie).
José Simões, de son nom complet José Ribeiro Simões Costa, est un footballeur portugais né le 15 juin 1913 et mort le 19 juillet 1944. Il évoluait au poste de défenseur central.

## Biographie

### En club
José Simões évolue toute sa carrière au CF Belenenses,.
Il remporte une coupe du Portugal avec le club en 1942.

### En équipe nationale
International portugais, il reçoit 10 sélections en équipe du Portugal entre 1936 et 1941, pour aucun but marqué.
Il joue son premier match en équipe nationale le 26 janvier 1936 en amical contre l'Autriche (défaite 2-3 à Porto). Il marque un doublé lors de cette rencontre. 
Il joue un match de qualification pour la Coupe du monde 1938 contre la Suisse le 1er mai 1938 (défaite 1-2 à Milan). 
Son dernier match a lieu le 12 janvier 1941 en amical contre l'Espagne (match nul 2-2 à Lisbonne).

## Palmarès
Avec le CF Belenenses :
- Vainqueur de la Coupe du Portugal en 1942
- Vainqueur du Campeonato de Portugal (ancêtre de la Coupe du Portugal) en 1933